# Gharib Amzine
Gharib Amzine (arabisch غريب أمزين; * 3. Mai 1973 in Montbéliard, Frankreich) ist ein marokkanischer Fußballspieler, der für die beiden französischen Proficlubs Racing Strasbourg und ES Troyes AC bis 2008 aktiv spielte. Nach seinem Karriereende als Profi spielt er nun für seinen früheren Jugendclub, den FC Mulhouse.
Er spielte bevorzugterweise im zentralen Mittelfeld. Bekannt wurde er durch seine präzisen Freistöße und seine Passgenauigkeit. Für Marokko nahm er an der WM 1998 in Frankreich teil.